# Ljoebov Zjiltsova-Lisenko

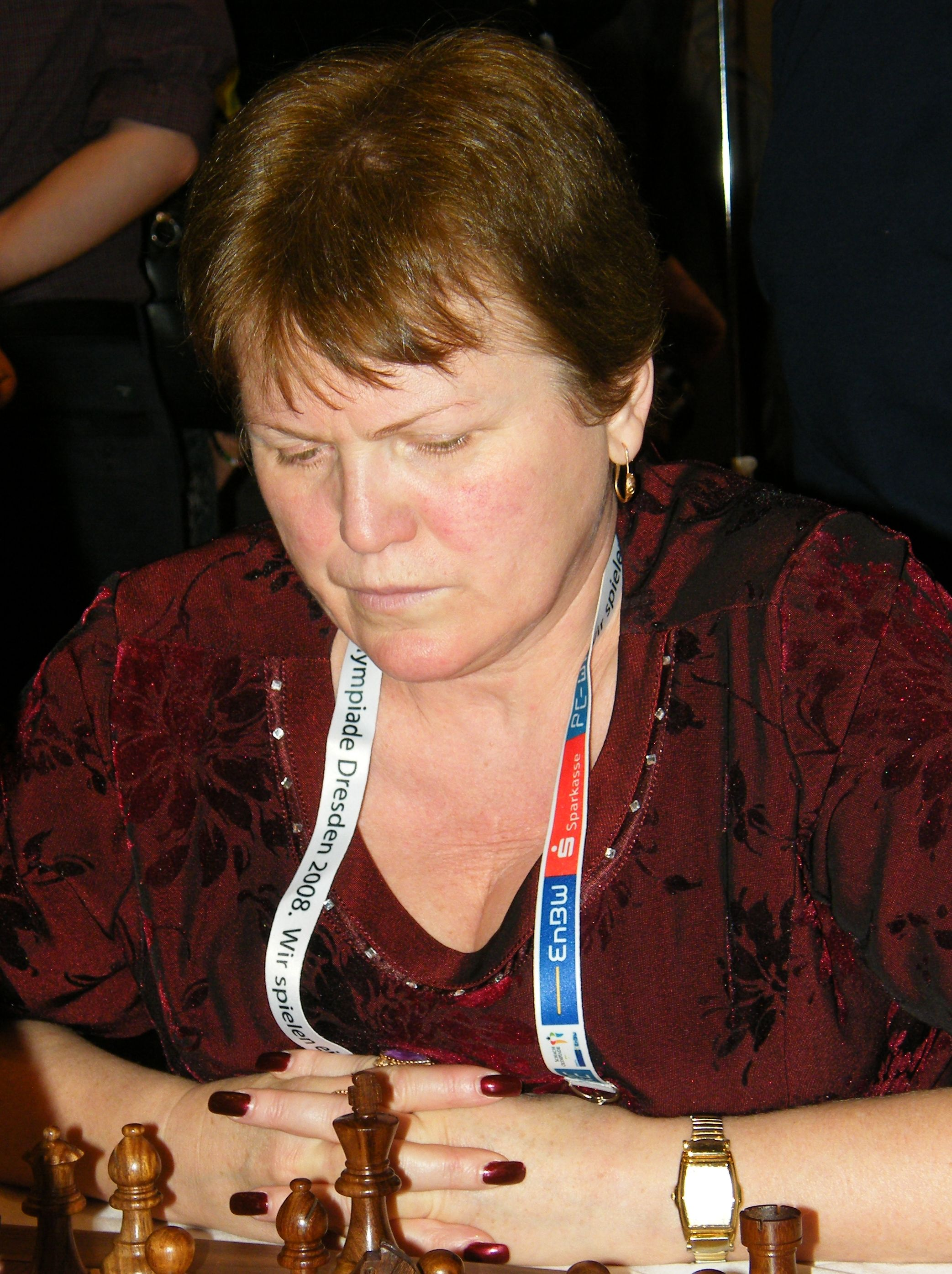
Zjiltsova-Lisenko in 2008

Ljoebov Zjiltsova-Lisenko (Oekraïens: Любов Жильцова-Лисенко, 20 oktober 1956) is een Oekraïense schaakster met sinds 1996 de titel Internationaal Meester bij de vrouwen (WIM). In 1978 won ze het Oekraïens schaakkampioenschap voor vrouwen. Twee keer won ze een individuele gouden medaille op het vrouwentoernooi van een Schaakolympiade: 1994 en 2006. 

## Schaakcarrière
Zjiltsova-Lisenko is een leidende schaakster in de International Braille Chess Association (IBCA). In 1978 werd ze Oekraïens kampioen bij de vrouwen. Vijf keer won ze het IBCA Wereldkampioenschap schaken voor vrouwen: in 1989, 1993, 1997, 2001 en 2005. In 2009 eindigde ze als derde. Ljoebov Zjiltsova-Lisenko werd in 2006 derde op het open toernooi van het IBCA Wereldkampioenschap schaken. Ook nam ze deel aan het open toernooi van het IBCA Europees kampioenschap schaken, waar ze in 1995 tweede en in 1999 derde werd. 
Met het team van IBCA nam ze deel aan het vrouwentoernooi van Schaakolympiades:
- in 1994, aan bord 1 in de 31e Olympiade (vrouwen) in Moskou (+9 =3 –1) met een individuele gouden medaille
- in 1998, aan bord 1 in de 33e Olympiade (vrouwen) in Elista (+7 =3 –3)
- in 2000, aan bord 1 in de 34e Olympiade (vrouwen) in Istanboel (+9 =2 –3)
- in 2002, aan bord 1 in de 35e Olympiade (vrouwen) in Bled (+7 =3 –4)
- in 2006, aan bord 1 in de 37e Olympiade (vrouwen) in Turijn (+8 =2 –0) met een individuele gouden medaille
- in 2008, aan bord 1 in de 38e Olympiade (vrouwen) in Dresden (+7 =2 –2)
- in 2010, aan bord 1 in de 39e Olympiade (vrouwen) in Chanty-Mansiejsk (+6 =3 –2)
- in 2014, aan bord 1 in de 41e Olympiade (vrouwen) in Tromsø (+6 =0 –5)
- in 2018, aan bord 1 in de 43e Olympiade (vrouwen) in Batoemi (+7 =0 –3)[2]

Zjiltsova-Lisenko speelde met het Oekraïense team zes keer in een Schaakolympiade voor blinden: 1992-2008, 2017. In de competitie voor teams won ze drie keer zilver (1996, 2008, 2017) en 3 keer brons (1992, 2000, 2004). Voor haar individuele resultaat op de Olympiade won ze goud (2008), zilver (2017) en brons (2000).
In 1996 werd ze Internationaal Meester bij de vrouwen (WIM).  

## Externe koppelingen
- (en)   Informatie over schaakpartijen van Ljoebov Zjiltsova-Lisenko op ChessGames.com
- (en)   Informatie over schaakpartijen van Ljoebov Zjiltsova-Lisenko op 365chess.com
- (en)  FIDE-ratinggegevens voor Ljoebov Zjiltsova-Lisenko